# Villa del Río
Villa del Río è un comune spagnolo di 7 403 abitanti situato nella comunità autonoma dell'Andalusia a 168 metri s.l.m. sul fiume Guadalquivir, a 52 km da Cordova, capoluogo dell'omonima provincia. È situata ai piedi della Sierra Morena all'inizio della pianura nella comarca dell'Alto Guadalquivir.
È detta la Porta di Cordova perché si trova al confine con la provincia di Jaén e per lei passa l'autostrada, la ferrovia e il fiume Guadalquivir che portano a Cordova.
Il suo nome si è andato modificando nel corso dei secoli. C'è incertezza su quale fosse il nome prima della Reconquista dai Musulmani nel 1256. In tale data fu chiamata Aldea de Orabuena, alla metà del XIV secolo è indicata in documenti col nome Aldea del rio e solo nel XVII secolo compare il nome attuale di Villa del Río.

## Storia
Non vi è molta sicurezza sulle origini di Villa del Rio, certamente la zona fu abitata dai popoli Tartessici il cui centro principale Sissia è da alcuni storici ubicato nel posto dove oggi si trova la città. Durante la dominazione romana viene identificata da alcuni, ma contestata da altri, con un oppidum chiamato Ripa, cioè "riva", di cui parla Plinio il Vecchio nella sua Naturalis historia, tesi non avvalorata da epigrafi o resti archeologici particolari. È certo che per il territorio dell'attuale comune di Villa del Río passava la romana Via Augusta che attraversava il fiume con l'ancora esistente Ponte Romano.
I Romani costruirono fortificazioni ed anche mulini ad acqua per macinare il grano utilizzati successivamente dagli stessi Arabi. Alla caduta dell'impero romano la città fu conquistata dai Visigoti che non lasciarono grandi tracce della loro permanenza.
Fece parte del regno di Cordova durante il dominio degli Arabi che costruirono un sistema di canalizzazione nella pianura per irrigare le terre, delle fortificazioni e un castello. Fu conquista nel 1236 dalle truppe cristiane del re di Castiglia Ferdinando del Portogallo che da Jaén si dirigevano verso Cordova.
Conquistata anche Cordova, Villa del Río fu governata dal Consiglio di quella città e amministrata da un proprio consiglio. In questo periodo dal 1237 al 1251 si registrò un decremento demografico perché diversi arabi dovettero abbandonare la città anche se in precedenza le diverse etnie avevano convissuto in concordia. Data la modesta estensione del territorio comunale non si ebbe come in altri luoghi la formazione di latifondi e prevalse la piccola proprietà contadina che si dedicò alla coltivazione dei cereali e della vite durante i secoli XIII e XIV. Nel secolo successivo s'introdusse l'olivicoltura e, oltre ai mulini per il grano già esistenti, si costruirono degli oleifici. Durante la guerra civile fra Enrico IV di Castiglia e l'infante Alfonso dal 1465 al 1468 Villa del Rio si staccò da Cordova e nel 1469 diventò signoria di Fernan Perez de Montemayor.
Nel XVIII secolo la città iniziò a svilupparsi, nel XIX s'insediarono l'industria tessile e quella olearia e nel XX continuò un lento ma progressivo miglioramento dell'economia locale bloccato solo nel periodo della guerra civile del 1936-39 che portò alcuni anni di confusione e paralisi economica.

## Monumenti
- Iglesia Parroquial de la Inmaculada Concepción, del 1880 in stile eclettico neomedioevale.
- Iglesia Parroquial de San Pedro, del XVI secolo.
- Ermita de San Roque y Jesús Nazareno, del XVIII secolo restaurata nel XIX.
- Ermita de la Virgen de Estrella, barocca del XVII secolo su un precedente eremo del 1520.
- Aceñas arabes, mulini ad acqua di forma cilindrica costruiti dagli arabi, uno dei quali era ancora in funzione non molti anni fa.
- Ponte romano, del II secolo.
- Casa de las Cadenas, del XVII secolo.
- Casa Museo di Pedro Bueno, dove nacque e visse il pittore villarense
- Museo storico Municipale, di paleontologia e archeologia dell'età del bronzo, iberica, romana, visigota ed araba. È sistemato nella Torre di ponente del castello arabo dell'XI secolo.
- Ayuntamiento, sistemato nel 1777 nel Castello Arabo.
- Palacio del marqués de Blanco Hermoso, del 1817.
- Casas señorales, case signorili del XVIII secolo.
- Casa del Vicario, del XVIII secolo.
- Jardín del Lirio, giardino con piante di tutte le specie e una fontana centrale che si estende fino alle rive del Guadalquivir.

## Cultura

### Feste
- Fiesta de San Isidro Labrador, inizia il 13 maggio e termina il 15 con la romería al Santuario a cavallo o con carrozze adornate.
- Veladas de verano, letteralmente veglie d'estate sono le feste notturne nei mesi di luglio o agosto che si tengono nei quartieri o nelle frazioni del comune in onore dei propri patroni.
- Cruces, ogni quartiere costruisce in maggio un'alta croce floreale attorno alla quale si fa musica e si balla il flamenco, famosa danza popolare dell'Andalusia.
- Candelaria, il 2 febbraio si accendono nei vari quartieri  e nelle frazioni comunali dei falò che servono per arrostire e scaldare il cibo che si consuma sul posto assieme al vino e attorno ai quali si fa musica e si danza.[1]
- Fiesta de la Virgen de la Estrella, la singolarità di questa festa, che per il resto è simile alle altre feste patronali, è che nel corso della celebrazione della solenne messa un gruppo di ballerini e ballerine vicino all'altare dove è la statua della Vergine si esibisce nella danza de los Segadores, ballo ideato dal parroco della chiesa per ricordare quando, secondo la tradizione, la Vergine apparve ad un gruppo di contadini che stavano falciando l'erba. Il balletto consiste nel mimare a ritmo di musica i gesti fatti dai segatori e alla fine inchinarsi davanti all'immagine sacra.

Gli abitanti del paese sono molto attenti alla musica, alla danza e al folclore locale, esistono un'associazione culturale Amigos del Espectaculo di teatro, danza e musica, diverse società corali polifoniche e bande musicali.

## Economia
La sua economia si basa sulla coltura dell'olivo, della vite e del mandorlo sull'agricoltura di terreni irrigati, sulla produzione dei cereali, sull'allevamento del bestiame per il quale il comune ha terreni per il pascolo, nonché sull'industria del legno delle arti grafiche e fotografiche. Esistono anche oleifici, mulini e cantine per la trasformazione dei prodotti agricoli.